# Johannes Leeb (Bildhauer)

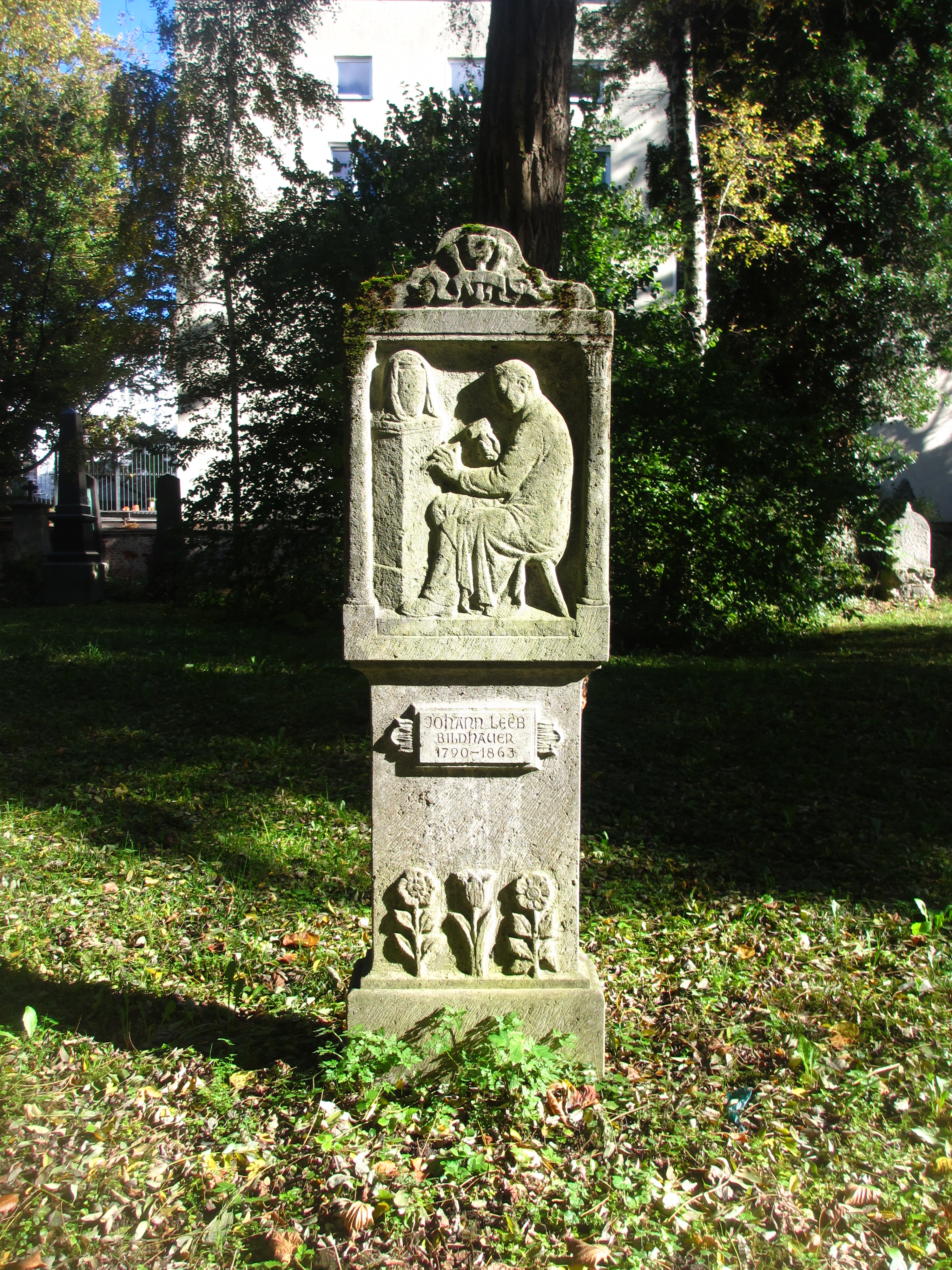
Grab von Johannes Leeb auf dem Alten Südlichen Friedhof in München

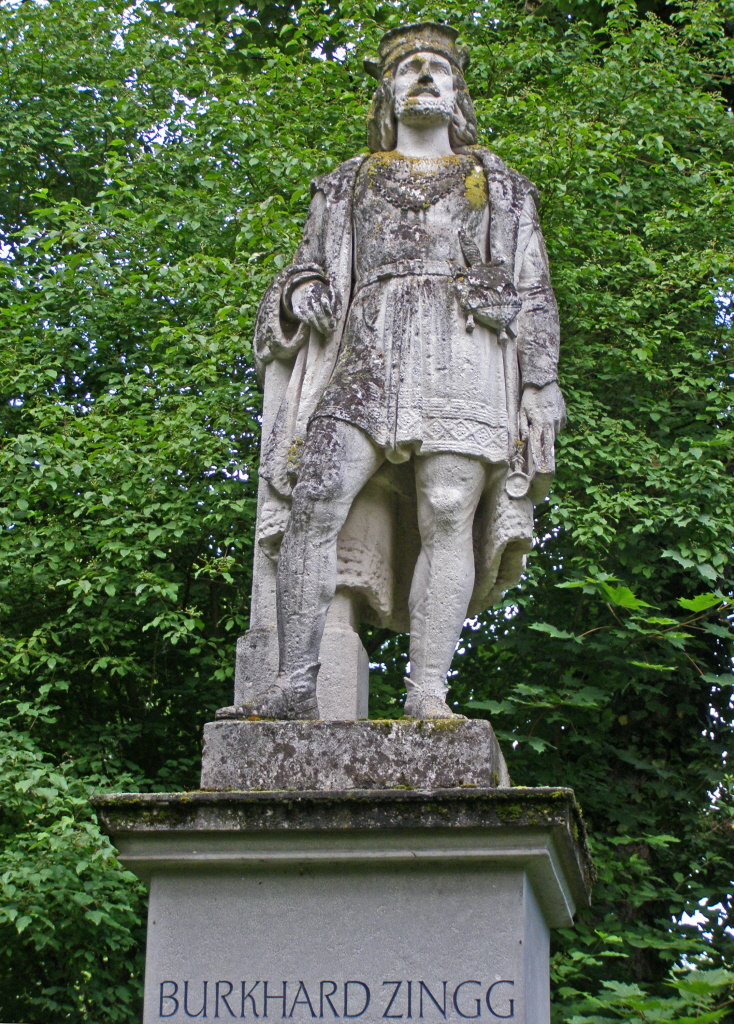
Bildnis von Burkhard Zingg, geschaffen von Johannes Leeb

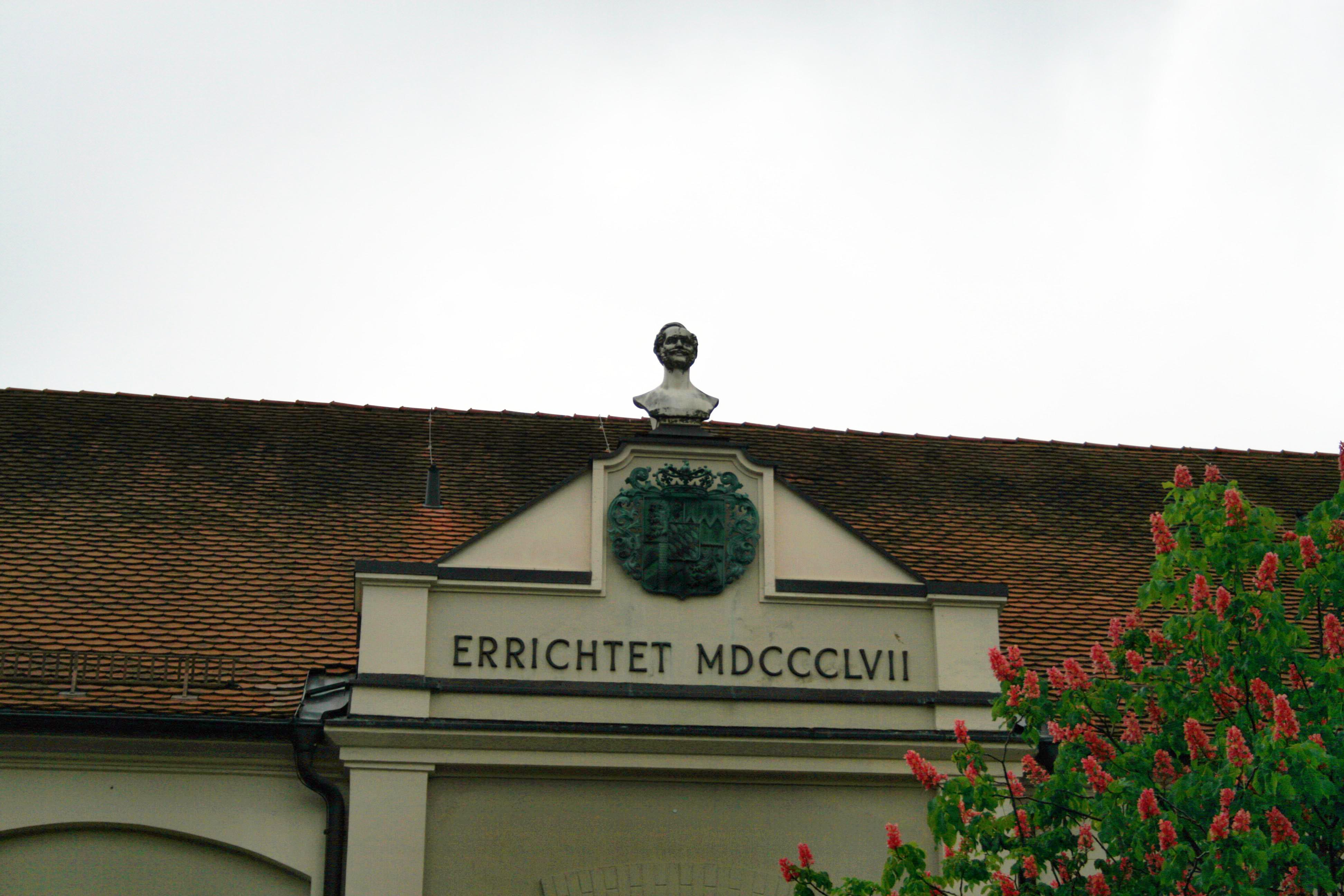
Die Maximilianbüste auf dem Memminger Landgericht, geschaffen von Johannes Leeb

Johannes Leeb (* 1. September 1790 in Memmingen; † 5. Juli 1863 in München), auch Johann Leeb genannt, war ein Bildhauer und Steinmetz.

## Leben
Johannes Leeb wurde am 1. September 1790 im oberschwäbischen Memmingen geboren. Mit 21 Jahren ging er nach Paris und wurde am 27. Februar 1816 in der Akademie der Bildenden Künste München immatrikuliert. Während seines Studiums fertigte er Gipsmodelle für architektonische Verzierungen an. Ein Stipendium für Rom verschaffte ihm den Auftrag für eine lebensgroße Statue der Leda. Nachdem er in Rom mehrere Kunstwerke geschaffen hatte, kehrte er 1826 nach München zurück. Dort starb er am 5. Juli 1863. Nach Johannes Leeb wurden in seiner Heimatstadt Memmingen und an seinem Wirkungsort München Straßen benannt.

## Grabstätte
Die Grabstätte von Johannes Leeb befindet sich auf dem Alten Südlichen Friedhof in München (Gräberfeld 7, Reihe 10, Platz 15) Standort.

## Werke
- Büsten der zehn berühmtesten Tonsetzer im großen Saal des Münchner Odeons
- Ölgemälde mit einer Ansicht des Hallhofes in Memmingen[6]
- Büste von König Maximilian II. von Bayern im Landgericht Memmingen
- Zwei Statuen im Giebelfeld der Münchner Glyptothek
- Statue eines jungen Mädchens mit einem Nest voll Amoretten in Rom
- Statue von Burkhard Zingg in Memmingen (Kaisergraben)
- Statuen Kunst und Wissenschaft als Wandbrunnen für eine Schule in Winterthur (1861)
- Büsten des Reichsfreiherrn Heinrich Friedrich Karl vom und zum Stein und des Mediziners Hermann Boerhaave in der Walhalla bei Regensburg (1825)
- Fontaine de l'Escalade in Genf, in der rue de la Cité (1857; für dieses Werk wurde ihm vom Genfer Stadtrat eine „große goldene Medaille“ verliehen[7])[8]
- Fontaine L’Enfant et le Crocodile in Genf, im Musée d’art et d’histoire (unbekanntes Datum)